# Ismet Mujezinović
Ismet Mujezinović (né le 2 décembre 1907 à Tuzla - mort le 7 janvier 1984 à Tuzla) était un peintre yougoslave bosniaque.

## Biographie
Ismet Mujezinović est né le 2 décembre 1907 dans la ville de Tuzla qui, à l'époque, était sous la domination de l'Autriche-Hongrie. Il suivit les cours de l'Académie des Beaux-Arts de Zagreb, d'où il sortit diplômé en 1929, après s'est spécialisé dans la peinture murale sous la direction de Jozo Kljaković. Sa première exposition individuelle eut lieu à Sarajevo en 1926 et il exposa pour la première fois à Belgrade en 1930.
De 1931 à 1933, il séjourna en France et suivit des cours d'histoire de l'art à la Sorbonne. À son retour, il séjourna à Zagreb (1933) et à Split (1935) ; pendant ces années-là, il travailla aussi dans sa ville natale de Tuzla, à Belgrade et à Bijeljina puis, en 1936, il s'installa à Sarajevo.
En 1941, quand le Royaume de Yougoslavie fut envahi par les forces de l'Axe, il s'engagea dans la Lutte de libération nationale (NOB) et rejoignit ainsi les Partisans communistes de Tito.
Après la Seconde Guerre mondiale, il exposa dans de nombreuses villes de la République fédérative socialiste de Yougoslavie, ainsi qu'à l'étranger. Il contribua à fonder le Collegium Artisticum et, en 1947, l'Association des artistes visuels de Bosnie-Herzégovine (ULUBIH). En 1953, il quitta Sarajevo pour s'installer de nouveau à Tuzla, où il vécut et créa jusqu'à sa mort, le 7 janvier 1984. L'emplacement de son atelier est aujourd'hui occupé par l'Atelier international Ismet Mujezinović, qui fait partie intégrante de la Galerie internationale du portrait de la ville.

## Œuvres
- Skica za skidanje ranjenika (Croquis pour l'Enlèvement des blessés), encore, 1944
- Prenos ranjenika (Le Transfert des blessés), dessin, 1944
- Odmor, dessin, 1944
- Djeca nose ranjenika (Les Enfants portent les blessés), dessin, 1945
- Tifusar (Malade du typhus), dessin, 1945
- Bijeg (La Fuite), huile, 1945
- Ustanak (Insurrection), huile, 1949-1950
- Prelaz preko Neretve (La Traversée de la Neretva), croquis, huile, 1954
- Bitka na Sutjesci (La Bataille de la Sutjeska), étude, 1954-1955
- Žetelice
- Užina na radilištu
- Portret Marije
- Portret Romana Petrovića
- Kurir, dessin à la plume, encre
- Portret maršala Tita
- Proboj
- Nošenje ranjenika
- Prsa u prsa